# Salamander (Ritual)
Der Salamander (auch Schoppensalamander) ist eine bei Studentenverbindungen übliche, besonders feierliche Form des Zutrinkens als Teil der akademischen Trinkkultur. Fixer Bestandteil ist das Reiben der Gläser auf dem Tisch vor und/oder nach dem gemeinsamen Trinken. Praktiziert wird dieses Ritual vor allem auf Kneipen und Kommersen, wenn die Alten Herren oder Hohe Damen, die Vertreter befreundeter Verbindungen oder Ehrengäste begrüßt werden. Im Rahmen eines Stiftungsfestes kann ein Salamander auch zur Ehre der eigenen Verbindung gerieben werden.

## Geschichte

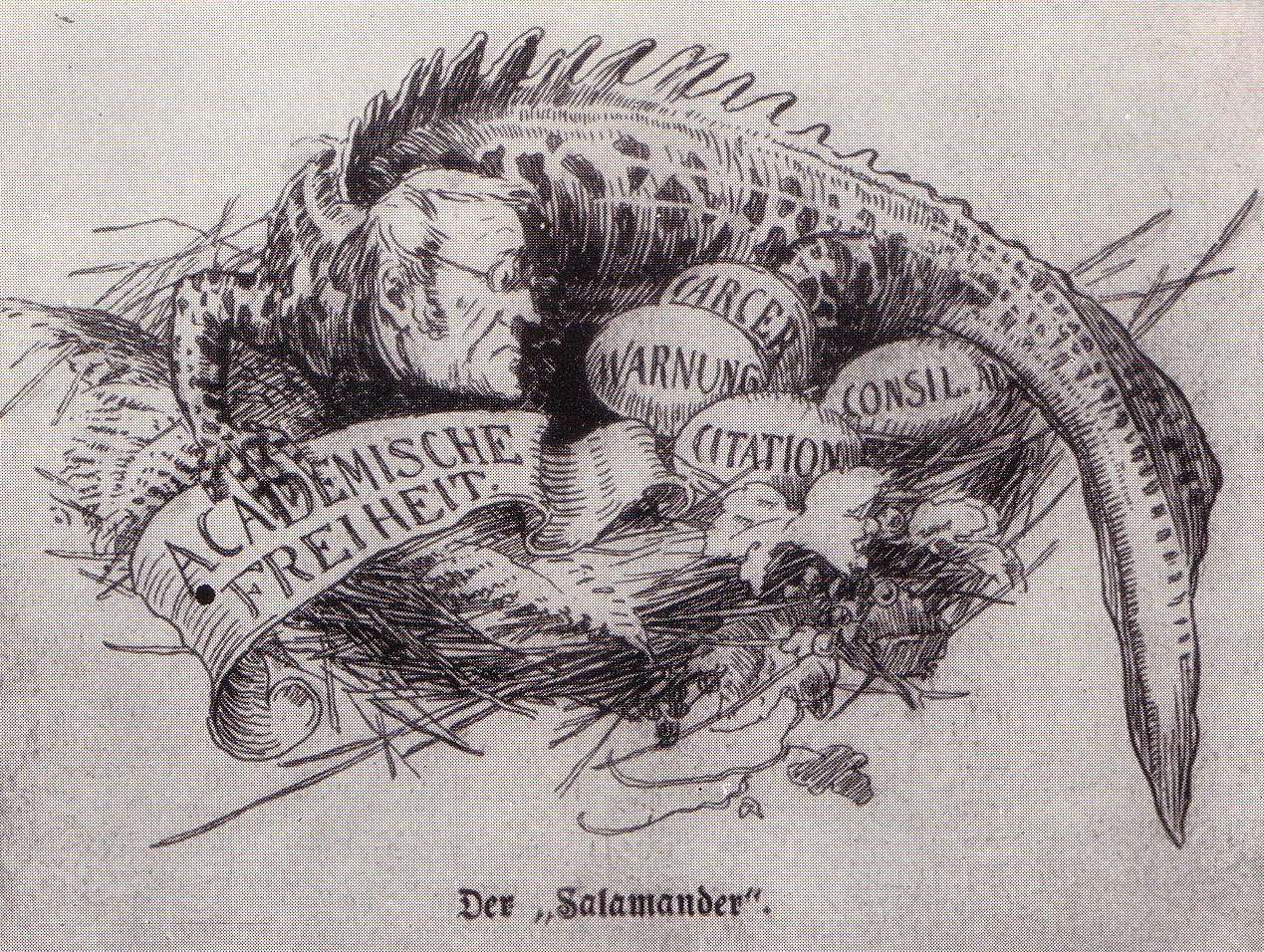
Salomon im Bonner Karzer

Zur Entstehungsgeschichte des Salamanders gibt es eine Vielzahl bunter und kurioser Erklärungen. Erwiesen ist, dass Salamander nach antiken und mittelalterlichen Vorstellungen – formuliert von Paracelsus – zu den Elementarwesen gehören und im Element Feuer wohnen. In der Literatur gibt es zudem mehrere Hinweise auf den Salamander, ein Trinkritual mit brennendem Schnaps, das wohl im 18. Jahrhundert aufgekommen ist. Später ist es mit Bier belegt. 
Das hörbare Aufsetzen der Gläser stammt von einer  freimaurerischen Trinksitte auf der Tafelloge, bei denen auf die Gesundheit getrunken wird. Zur Vermeidung von Glasbruch entstand im Umfeld der Freimaurer eine besondere Trinkgefäßform mit verstärktem Glasboden, die so genannte „Kanone“.
Nach F. A. Lichterfeld habe der Salamander seine Wurzeln nicht im griechischen oder germanischen Altertum (Theokrit, Viktor von Scheffel), weder beim Bonner Universitätsrichter Friedrich von Salomon (wie dies z. B. im Fragebogen von Ernst von Salomon ausgeführt wird) noch in alten Handwerks- oder Freimaurerbräuchen, sondern bei den Sachsen-Preußen in Heidelberg, nämlich in der Verkürzung ihres Wunsches „Sauft alle miteinander!“. 
Der Wunsch findet sich auch im Allgemeinen Reichskommersbuch vom Jahre 1875: Das war einst in der Schänke/Zum Faß in Heidelberg;/Es schlürft das Gottgetränke/Der Riese wie ein Zwerg./Der Präses sprach: „Selbander/Sollt heut ihr trinken nicht,/Sauft alle miteinander!“ /Und so geschah’s nach Pflicht.

## Durchführung

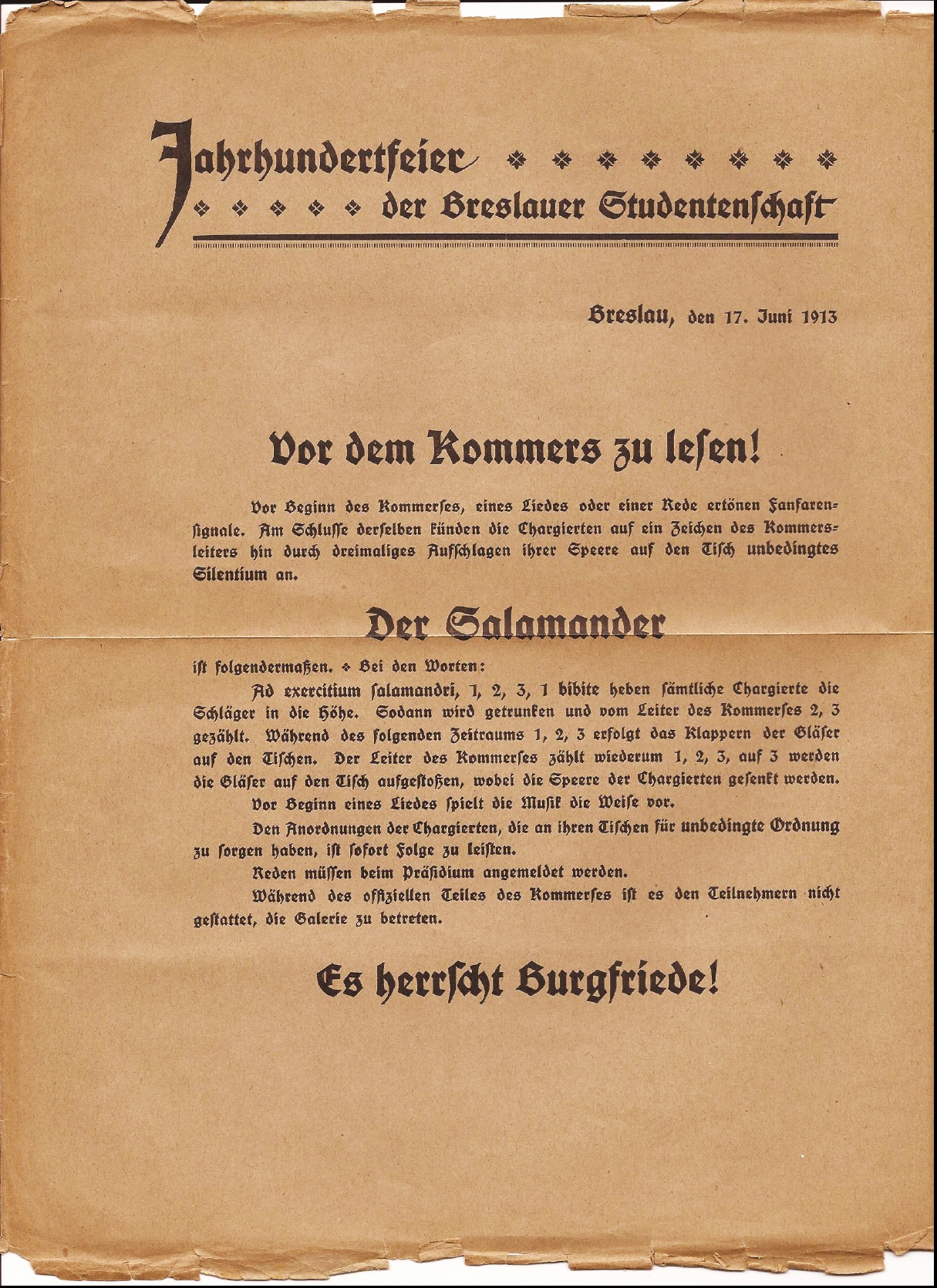
Breslau 1913

Ein Salamander wird auf Kommando „gerieben“. Dazu stehen alle Teilnehmer auf und trinken auf das Kommando “ad exercitium salamandri” (deutsch: „zur Ausführung des Salamanders“) mit dem Zuruf „Prost“ ihr Glas Bier aus. Die weitere Vorgehensweise ist von Ort und Verbindung abhängig. Gemeinsam ist, dass nach dem Austrinken die Gläser gemeinsam auf dem Tisch gerieben oder geklappert und auf ein bestimmtes Kommando gleichzeitig deutlich hörbar (einmal oder dreimal) auf dem Tisch abgesetzt werden. Das restlose Austrinken kann durch die Nagelprobe überprüft werden, in dem das Glas auf den linken Daumennagel gestürzt wird.
Die besondere Wirkung des Vorgangs entsteht aus dem lauten Geräusch des Klapperns, dem kurzen lauten Schlag des gleichzeitigen Absetzens der Gläser und dem darauf entstehenden Moment völliger Stille. Dieser Effekt wird nur bei koordiniertem Verhalten aller Beteiligten hervorgerufen und gilt als ein Ausdruck des Gemeinschaftsgefühls der Trinkenden und der Wertschätzung gegenüber den Begrüßten. In der Regel revanchieren sich die so Begrüßten bei den Gastgebern ebenfalls mit einem Schoppensalamander.
Beim „flämischen“ Salamander wird vor der eigentlichen Ausführung eine mitunter ausgesprochen lange Ankündigung über die Wirkung des „urkräftigen“ Salamanders gemacht, bevor die Teilnehmer endlich trinken dürfen.
In Österreich wird hauptsächlich eine Spezialform des Salamanders, der sogenannte „Festsalamander“ gerieben, der rein zur Ehrung von Mitgliedern dient.

## Trauersalamander

Einladung zum Trauersalamander

Selten geworden ist der Trauersalamander, der in der Schweiz auch Totensalamander genannt wird. Er ehrt einen besonders geschätzten, bei manchen Verbindungen in Österreich und in der Schweiz jeden verstorbenen Bundesbruder.  Der Senior kommandiert: „Ad exercitium salamandri in honorem et pro laude nach unserem lieben verstorbenen … 1-2-3 bibite ex.“ Alle leeren ihr Glas, setzen es aber nicht ab, sondern „reiben“ den Salamander über dem Tisch. Mancherorts wirft der Senior sein Glas zu Boden, als Zeichen, dass der Tote nie mehr aus diesem Glase trinken wird, und wünscht „fiducit“.
Bei den Corps war es üblich, nach dem stillen Salamander das Lied Vom hoh’n Olymp herab zu singen.

## Knotensalamander

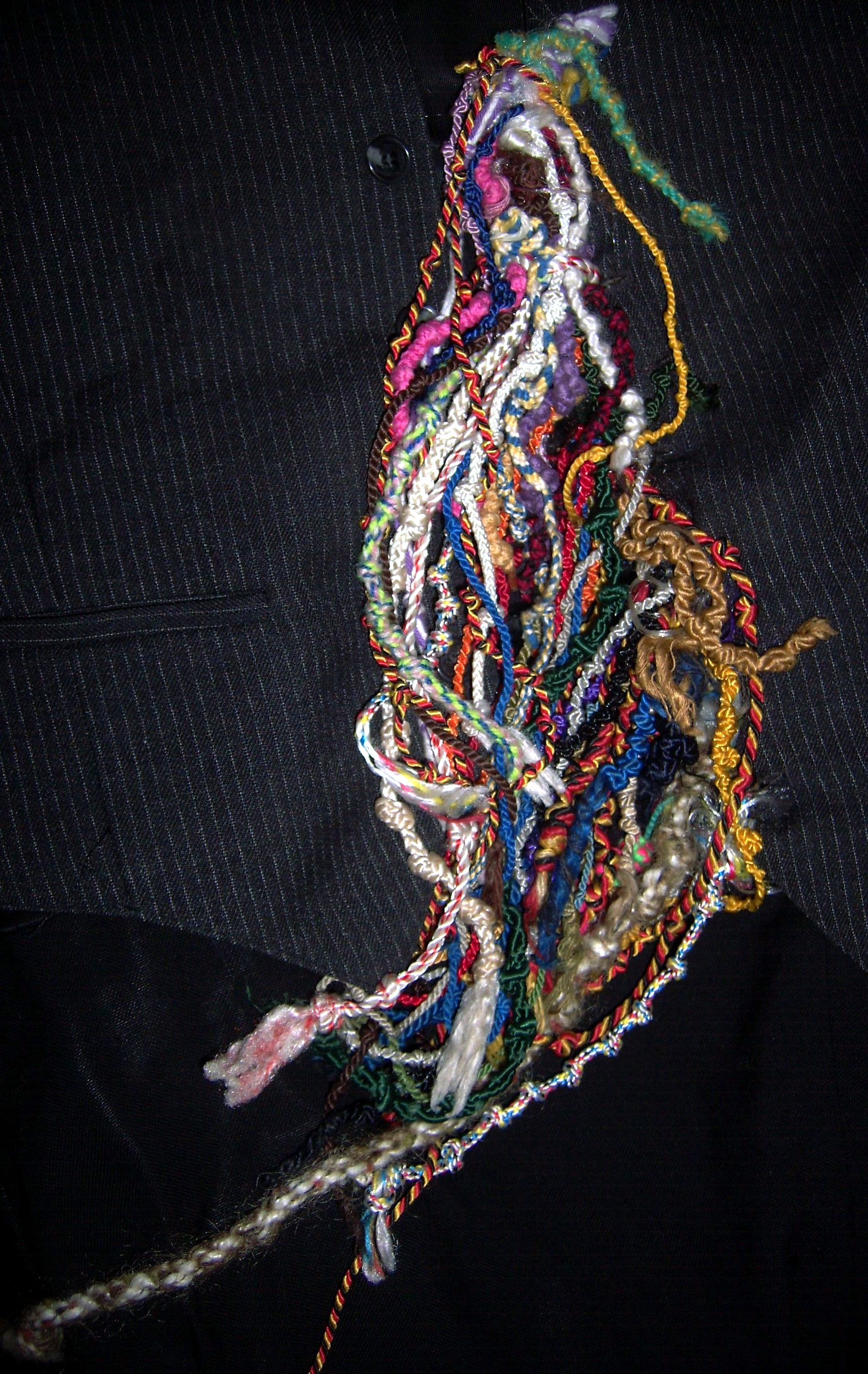
Bierkordeln zum Abknoten des Knotensalamanders

In der DDR entwickelten couleurinteressierte Studenten, zum Teil aus Unkenntnis der studentischen Tradition, aus dem Ehrensalamander die eigenständige Form des Knotensalamanders. Dieser wurde anlässlich einer Salamanderkneipe mehrmals vollzogen. Manche Verbindung bestritt, wiederum mangels Kenntnis tradierter Kneipformen, den gesamten Ablauf einer Kneipe mit Knotensalamandern. Dazu wurde jedem Teilnehmer eine Bierkordel (ca. 30 cm lang) ausgehändigt. Nach jedem Knotensalamander wurde ein Knoten in die Bierkordel eingefügt. Aus den Bierkordeln wurden bei manchem Couleurstudenten Bünde, die an Stelle traditioneller Zipfel am Gürtel getragen wurden. Auch heute feiern einige Verbindungen der Rudelsburger Allianz noch Salamanderkneipen. Insbesondere bei vielen alten Verbindungen wird diese neue Kneipform allerdings als neuer Höhepunkt des Pennälercomments betrachtet und dient eher der Belustigung.